# Lambach (Moselle)
Lambach ist eine französische Gemeinde mit 475 Einwohnern (Stand 1. Januar 2022) im Département Moselle in der Region Grand Est (bis 2015 Lothringen). Sie gehört zum Arrondissement Sarreguemines.

## Geografie
Lambach liegt im Bitscher Land (Pays de Bitche) im Nordosten der historischen Region Lothringen, westlich von Bitche im Tal der Schwalb, an der Einmündung zweier Seitentäler. Am oberen Ende des östlichen Seitentals ist der Ortsteil Glasenberg eingebettet. Lambach ist Teil des Naturparks Nordvogesen.
Nach der deutschen Stadt Saarbrücken im Nordwesten fährt man etwa 45 Kilometer.
Die Bäche haben sich in den Sandstein der Vogesen eingeschnitten, der eine dichte Bewaldung trägt. Lambach ist der höchstgelegene Ort in der näheren Umgebung, am Saueck werden 429 Meter über dem Meer erreicht. Durch zunehmende Verbuschung und Waldbildung in den ehemals offenen Tälern ist seit einigen Jahren das Landschaftsbild um Lambach in Veränderung begriffen.

## Geschichte
Erst 1577 wurde Lambach, Glasenberg sogar erst 1750 als Ort einer Glasmanufaktur erstmals erwähnt. Von 1790 bis 1802 gehörten die Ortschaften zum nicht mehr bestehenden Kanton Lemberg, danach von 1802 bis 2015 zum auch nicht mehr bestehenden Kanton Rohrbach und seither zum Kanton Bitche.
Während des Zweiten Weltkrieges, in dem viel historische Bausubstanz verloren ging, waren die Bewohner in die Charente evakuiert worden. Anschließend hat sich der zuvor sehr wenig entwickelte Ort mit kaum ausgebauten Verkehrswegen, an denen die Gülle entlang floss, zu einer ansehnlichen Gemeinde mit guter Infrastruktur gewandelt.
In der Lothringer Regionalsprache des Bitscher Landes werden die Lambacher 'als freschekep (Froschköpfe) bezeichnet, was sie mit Würde tragen.

### Bevölkerungsentwicklung
| Jahr      | 1962 | 1968 | 1975 | 1982 | 1990 | 1999 | 2007 | 2019 |
| Einwohner | 637  | 648  | 600  | 562  | 542  | 562  | 546  | 504  |

## Sehenswürdigkeiten
In Lambach sind Lothringer Bauernhöfe vom Ende des 18. und Anfang des 19. Jahrhunderts zu sehen, so ein besonders typisches in der Rue du Stade 5. In der Feldflur finden sich viele Lothringer Kreuze mit teils kunstvollen Steinmetzarbeiten. Das wertvollste Kreuz von 1749 befindet sich am Uferweg des Étang de Loechersbach (Löchersbacherweiher).

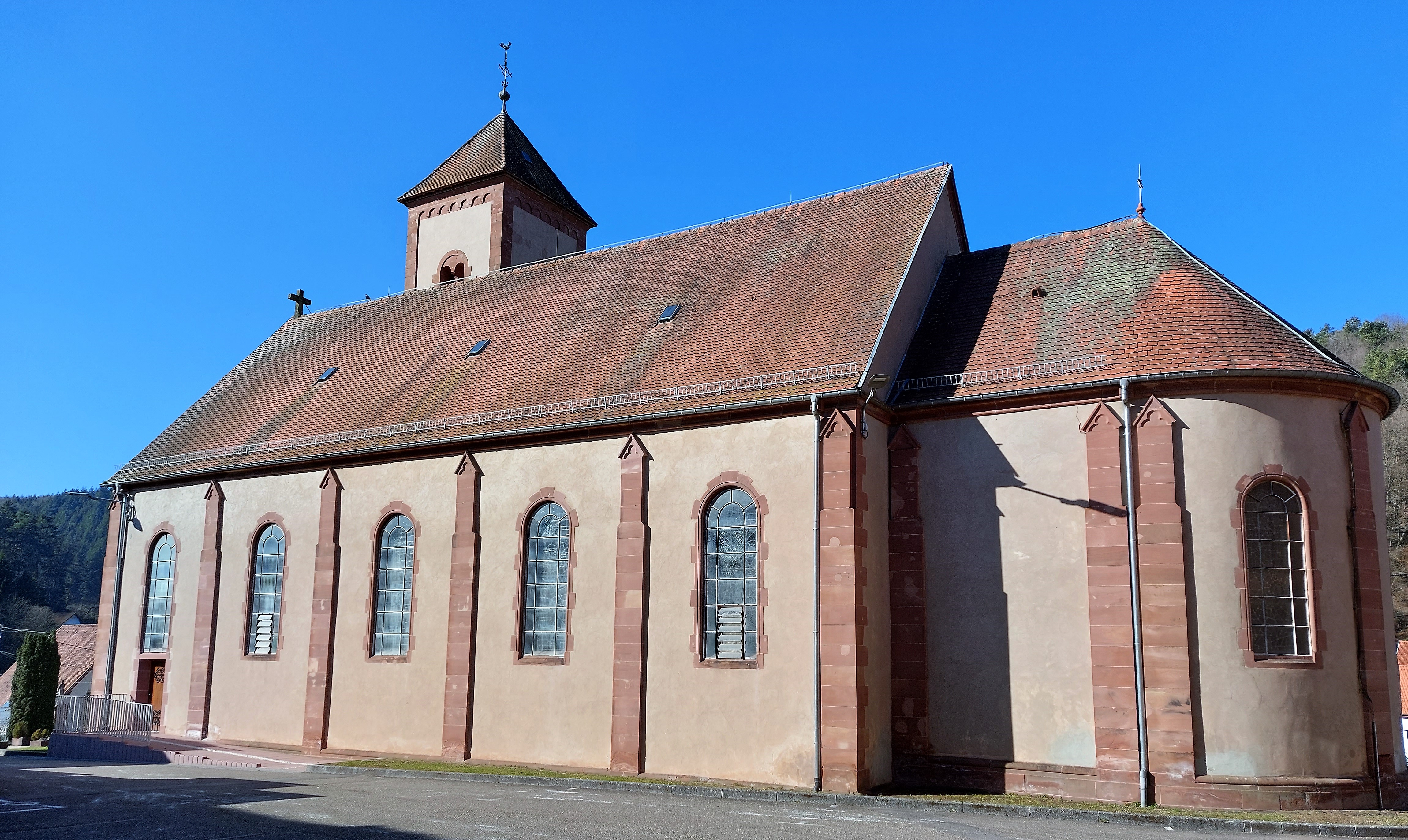
Kirche der Unbefleckten Empfängnis